# Dicke Luft (Film)
Dicke Luft ist ein deutsches Filmlustspiel aus dem Jahre 1962 von Rolf von Sydow mit Willy Millowitsch in der Hauptrolle.

## Handlung
Otto Wunderlich, ein typisches Produkt der fetten Wirtschaftswunderjahre, machte gute Geschäfte mit der Herstellung von Bikinis. Da er sich aber über seine hohen Steuerzahlungen mächtig aufregt, rät ihm sein Rechtsberater Droste, viel Geld in die mehr oder weniger aussichtslosen Geschäftsideen seiner vier Kinder zu investieren, in der Hoffnung, die dadurch vermuteten Verluste steuerlich abschreiben zu können. So eröffnet Tochter Renate mit Papis finanzieller Stütze einen Kindergarten, die zweite Tochter Grit einen Jazz-Keller, der erste Sohn Willi eine Werkstatt während der zweite Sohn François sich mit der Übernahme eines Theaters versuchen möchte. Otto ist sich ziemlich sicher, dass er nie auch nur einen Heller zurückbekommen wird und freut sich daher, bald weniger Steuern an das Finanzamt überwiesen zu müssen.
Doch er hat sich gründlich verrechnet, die vier Sprösslinge erweisen sich bei ihren Geschäftsideen als unermüdlich, fleißig und äußerst findig. Eines Abends schlägt ihm Droste vor, eine Kneipentour durch die Großstadt zu unternehmen. Die Ausgaben für diesen Bummel möchte Wunderlich natürlich liebend gern ebenfalls von der Steuer absetzen, diesmal als Geschäftsspesen. Bei einer der Kneipen lernen sie einen älteren Herrn ihres Alters mit eher mieser Laune kennen, mit dem man zu vorgerückter Stunde ordentlich einen draufmacht. Bald ist der Mund locker, und es wird mehr gesagt, als gut ist, ehe sich herausstellt, dass dieser Herr Bügel bei der Steuerfahndung arbeitet. Als dann auch noch eine halbnackte Kurzhaarblondine im dunklen Bikinizweiteiler Otto zu bezirzen beginnt, herrscht bald dicke Luft, denn bei jener Sirene namens Beatrice handelt es sich um niemand anderen, als die große Liebe seines Sohnes François!
Am darauffolgenden Morgen hat Otto Wunderlich einen dröhnend-dicken Kopf, verbunden mit einem mächtigen Kater, und kann sich an nichts mehr erinnern, was er vergangene Nacht alles so gesagt oder getan hat. Doch das Unheil, das unerbittlich zu nahen scheint, wird auf wundersame Weise von ihm abgewendet, denn Steuerfahnder Bügel kann nichts mehr gegen den Steuersünder Otto unternehmen, denn er ist durch ein unerwartetes Ereignis „befangen“ geworden: Sein Neffe Uli gedenkt nämlich, sich mit Wunderlichs Tochter Grit zu verloben, und so werden beide Familien demnächst miteinander verwandt.

## Produktionsnotizen
Dicke Luft entstand zum Jahresbeginn 1962 in den Bavaria-Studios in Geiselgasteig und wurde am 22. März 1962 im Münchner Mathäser Filmpalast uraufgeführt.
Für den seit vier Jahrzehnten hinter der Kamera stehenden Veteran Oskar Schnirch war dies die letzte Kinofilmarbeit, anschließend fotografierte er nur noch Fernsehproduktionen. W. P. Hassenstein und Peter Reimer dienten ihm als Assistenten. Die Filmbauten entwarf Rolf Zehetbauer, die Kostüme Ingeborg Ege-Grützner. Der Geschichte lag eine Storyvorlage von Egon Eis zugrunde.

## Kritiken
Paimann’s Filmlisten resümierte: „Diese, nur in ihren wirtschaftswunderlichen Details zeitgemässe Schwerenötergeschichte ist mit durchschnittlicher Routine dargestellt.“

„Ein angestrengt-lustiges Millowitsch-Vergnügen.“